# Élections législatives de 1893 dans la Mayenne
Les élections législatives françaises de 1893 se déroulent les 20 août et 3 septembre 1893. Dans le département de la Mayenne, cinq députés sont à élire dans le cadre de cinq circonscriptions.

## Élus
| Identité                  | Parti | Parti                      |
| ------------------------- | ----- | -------------------------- |
| Georges Gamard            |       | Orléaniste                 |
| Louis-Alphonse de Broglie |       | Union des Droites          |
| Lucien Chaulin-Servinière |       | Républicains progressistes |
| Amédée Renault-Morlière   |       | Républicains progressistes |
| Christian d'Elva          |       | Conservateur               |

## Résultats par arrondissement

### Arrondissement de Château-Gontier
| Candidats      | Candidats                   | Étiquette   | Premier tour | Premier tour | Deuxième tour | Deuxième tour |
| Candidats      | Candidats                   | Étiquette   | Voix         | %            | Voix          | %             |
| -------------- | --------------------------- | ----------- | ------------ | ------------ | ------------- | ------------- |
|                | Louis Alphonse de Broglie * | Légitimiste | 8 312        |              |               |               |
|                | Fouassier                   |             | 7 594        |              |               |               |
|                |                             |             |              |              |               |               |
| Inscrits       |                             |             |              |              |               |               |
| Votants        |                             |             |              |              |               |               |
| Abstention     |                             |             |              |              |               |               |
| Blancs et nuls |                             |             |              |              |               |               |
| Exprimés       |                             |             |              |              |               |               |

*sortant

### Arrondissement de Laval

#### 1recirconscription
| Candidats      | Candidats          | Étiquette    | Premier tour | Premier tour | Deuxième tour | Deuxième tour |
| Candidats      | Candidats          | Étiquette    | Voix         | %            | Voix          | %             |
| -------------- | ------------------ | ------------ | ------------ | ------------ | ------------- | ------------- |
|                | Christian d'Elva * | Conservateur | 8 382        |              |               |               |
|                | Alfred Dominique   | Républicain  | 6 540        |              |               |               |
|                |                    |              |              |              |               |               |
| Inscrits       |                    |              |              |              |               |               |
| Votants        |                    |              |              |              |               |               |
| Abstention     |                    |              |              |              |               |               |
| Blancs et nuls |                    |              |              |              |               |               |
| Exprimés       |                    |              |              |              |               |               |

*sortant

#### 2ecirconscription
| Candidats      | Candidats        | Étiquette  | Premier tour | Premier tour | Deuxième tour | Deuxième tour |
| Candidats      | Candidats        | Étiquette  | Voix         | %            | Voix          | %             |
| -------------- | ---------------- | ---------- | ------------ | ------------ | ------------- | ------------- |
|                | Georges Gamard * | Orléaniste | 6 989        |              |               |               |
|                |                  |            |              |              |               |               |
| Inscrits       |                  |            |              |              |               |               |
| Votants        |                  |            |              |              |               |               |
| Abstention     |                  |            |              |              |               |               |
| Blancs et nuls |                  |            |              |              |               |               |
| Exprimés       |                  |            |              |              |               |               |

*sortant

### Arrondissement de Mayenne

#### 1recirconscription
| Candidats      | Candidats               | Étiquette                  | Premier tour | Premier tour | Deuxième tour | Deuxième tour |
| Candidats      | Candidats               | Étiquette                  | Voix         | %            | Voix          | %             |
| -------------- | ----------------------- | -------------------------- | ------------ | ------------ | ------------- | ------------- |
|                | Amédée Renault-Morlière | Républicains progressistes | 8 175        |              |               |               |
|                | André de Robien         | Légitimiste                | 6 356        |              |               |               |
|                |                         |                            |              |              |               |               |
| Inscrits       |                         |                            |              |              |               |               |
| Votants        |                         |                            |              |              |               |               |
| Abstention     |                         |                            |              |              |               |               |
| Blancs et nuls |                         |                            |              |              |               |               |
| Exprimés       |                         |                            |              |              |               |               |

#### 2ecirconscription
| Candidats      | Candidats                   | Étiquette                  | Premier tour | Premier tour | Deuxième tour | Deuxième tour |
| Candidats      | Candidats                   | Étiquette                  | Voix         | %            | Voix          | %             |
| -------------- | --------------------------- | -------------------------- | ------------ | ------------ | ------------- | ------------- |
|                | Lucien Chaulin-Servinière * | Républicains progressistes | 12 080       |              |               |               |
|                |                             |                            |              |              |               |               |
| Inscrits       |                             |                            |              |              |               |               |
| Votants        |                             |                            |              |              |               |               |
| Abstention     |                             |                            |              |              |               |               |
| Blancs et nuls |                             |                            |              |              |               |               |
| Exprimés       |                             |                            |              |              |               |               |

*sortant